# Фридрих (Мозелгау)
Вижте пояснителната страница за други личности с името Фридрих.
Фридрих Люксембургски (на френски: Frédéric de Luxembourg, на немски: Friedrich; * 965; † 6 октомври 1019) от фамилията Вигерихиди или Арденски дом, е граф в Мозелгау и в Хесенгау.

## Живот
Той е син на граф Зигфрид I Люксембургски и Хадвига (* 935/945, † 13 декември сл. 993), вероятно от Саксония. Брат е на императрица Света Кунигунда († 1033), съпруга от 1001 г. на Хайнрих II Светия († 1024), от 1014 император на Свещената Римска империя (Лиудолфинги).
Фридрих се навдига против своя зет Хайнрих II Светия през 1008 г., заради което е затворен през 1011 – 1012 г. След сдобряването му с Хайнрих, той стои отново на неговата страна.
Той се жени за Ирмтруда фон Ветерау (* 972, † след 1015), наследничката на Глайберг, дъщеря на граф Хериберт фон Ветерау и Кинцигау от фамилията на Конрадините, с която има най-малко десет деца.

## Деца
- Хайнрих VII († 14 октомври 1047), граф, 1042/47 херцог на Бавария
- Фридрих II († 28 август 1065), 1046 херцог на Долна Лотарингия
  - I. Герберга от Булон (* 1008, † 1059 в Белгия)
  - II. Ида Билиунг от Саксония, дъщеря на Бернхард II († 1059), херцог на Саксония, и Еилика от Швайнфурт († 10 декември сл. 1055/56), дъщеря на Хайнрих от Швайнфурт, маркграф на Нордгау; след смъртта на Фридрих се омъжва за Алберт III от Намюр (* 10 август 1035, † 22 юни 1102), 1063 – 1102 граф на Намюр
- Адалберо III (* 1010, † 13 ноември 1072), 1047 – 1072 епископ на Мец
- Гизелберт († 14 август 1056/59), 1036 граф на Салм, 1047 граф на Люксембург
- Дитрих, 1012/57 доказан
- Херман I (* 1012/15, † 1062/1076 ?), 1046/57 доказан, наследява половината графство Глайберг
- Огива (* 995; † 21 февруари 1030); ∞ 1012 г. за Балдуин IV († 1035), граф на Фландрия (Дом Фландрия)
- Гизела (* 1007, † сл. 1058); ∞ Рудолф фон Аалст, 1031 – 34/52 доказан
- Имица († сл. 2 август 1055); ∞ Велф II († 1030), граф на Алтдорф (Велфи)
- Уда (* 1016), 1045 абатеса на Saint-Rémy в Люневил.